# Cobos (ferrocarril)
El servicio del Ferrocarril Cobos-Furbero fue inaugurado 16 de septiembre de 1908, por la compañía Oil Fields of Mexico, para operar como la única vía de comunicación entre esa zona selvática donde la empresa mantenía operaciones petroleras y Cobos, localidad próxima al puerto de Túxpam, Veracruz, debido a que en esa época no había carreteras ni puentes, solo algunos caminos de herradura, constituyéndose de esta manera en la primera vía de transporte de la zona del norte del estado mexicano de Veracruz, y dando paso al establecimiento de pequeñas poblaciones y asentamientos en su trayecto, de entre las que más tarde surgiría la actual ciudad de Poza Rica, Veracruz.